# Meeting international Mohammed VI d'athlétisme de Rabat 2025
Il Meeting international Mohammed VI d'athlétisme de Rabat 2025 è stata la 16ª edizione dell'annuale meeting di atletica leggera, quarta tappa del circuito Diamond League 2025. Le competizioni hanno avuto luogo presso lo stadio Olimpico di Rabat il 25 maggio 2025.

## Programma[1]
| # | Orario | Specialità       |
| - | ------ | ---------------- |
| 1 | 18:20  | Salto in alto    |
| 2 | 18:28  | Getto del peso   |
| 3 | 19:15  | 100 metri piani  |
| 4 | 19:25  | 800 metri piani  |
| 5 | 19:44  | 400 metri piani  |
| 6 | 19:54  | 1500 metri piani |
| 7 | 20:25  | 200 metri piani  |
| 8 | 20:46  | 3000 metri siepi |

| # | Orario | Specialità             |
| - | ------ | ---------------------- |
| 1 | 18:41  | 100 metri ostacoli     |
| 2 | 18:45  | Salto con l'asta       |
| 3 | 18:50  | 1500 metri piani       |
| 4 | 19:04  | 400 metri ostacoli     |
| 5 | 19:35  | 100 metri piani        |
| 6 | 19:41  | Lancio del giavellotto |
| 7 | 20:07  | 3000 metri piani       |
| 8 | 20:34  | 800 metri piani        |

     Specialità valide per la Diamond League

## Risultati
Di seguito i primi tre classificati di ogni specialità.

### Uomini
| Specialità     | 1º classificato     | Prestazione | 2º classificato             | Prestazione | 3º classificato   | Prestazione |
| 100 m          | Akani Simbine       | 9"95        | Ferdinand Omanyala          | 10"05       | Fred Kerley       | 10"07       |
| 200 m          | Courtney Lindsey    | 20"04       | Joseph Fahnbulleh           | 20"12       | Fred Kerley       | 20"16       |
| 400 m          | Jacory Patterson    | 44"37       | Zakithi Nene                | 44"46       | Quincy Hall       | 44"90       |
| 800 m          | Tshepiso Masalela   | 1'42"70     | Max Burgin                  | 1'43"34     | Emmanuel Wanyonyi | 1'43"37     |
| 1500 m         | Jonah Koech         | 3'31"43     | Reynold Cheruiyot           | 3'31"78     | Festus Lagat      | 3'32"06     |
| 3000 m siepi   | Soufiane el-Bakkali | 8'00"70     | Frederik Ruppert            | 8'01"49     | Edmund Serem      | 8'07"47     |
| Salto in alto  | Hamish Kerr         | 2,25 m      | Marco Fassinotti Yual Reath | 2,25 m      | -                 | -           |
| Getto del peso | Payton Otterdahl    | 21,97 m     | Rajindra Campbell           | 21,95 m     | Joe Kovacs        | 21,52 m     |

     Prestazione che stabilisce il nuovo record del meeting.

### Donne
| Specialità             | 1º classificato    | Prestazione | 2º classificato    | Prestazione | 3º classificato   | Prestazione |
| 100 m                  | Shericka Jackson   | 11"04       | Maia McCoy         | 11"08       | Jacious Sears     | 11"11       |
| 800 m                  | Tsige Duguma       | 1'57"42     | Prudence Sekgodiso | 1'57"52     | Addison Wiley     | 1'57"55     |
| 1500 m                 | Nelly Chepchirchir | 3'58"04     | Worknesh Mesele    | 3'58"44     | Dorcus Ewoi       | 3'59"25     |
| 3000 m                 | Beatrice Chebet    | 8'11"56     | Nadia Battocletti  | 8'26"27     | Sarah Healy       | 8'27"02     |
| 100 m hs               | Tobi Amusan        | 12"45       | Nadine Visser      | 12"67       | Pia Skrzyszowska  | 12"69       |
| 400 m hs               | Femke Bol          | 52"46       | Andrenette Knight  | 53"90       | Ayomide Folorunso | 54"74       |
| Salto con l'asta       | Katie Moon         | 4,73 m      | Tina Šutej         | 4,63 m      | Gabriela Leon     | 4,63 m      |
| Lancio del giavellotto | Elina Tzengko      | 64,60 m     | Adriana Vilagoš    | 63,25 m     | Anete Sietiņa     | 60,19 m     |

     Prestazione che stabilisce il nuovo record del meeting.